# Michael Fitzgerald (psychiatre)
Pour les articles homonymes, voir Michael Fitzgerald et Fitzgerald.
 (octobre 2017).
Si vous disposez d'ouvrages ou d'articles de référence ou si vous connaissez des sites web de qualité traitant du thème abordé ici, merci de compléter l'article en donnant les références utiles à sa vérifiabilité et en les liant à la section « Notes et références ».
Michael Francis Fitzgerald, né le 7 octobre 1946 à Lucan, est un psychiatre irlandais, professeur de psychiatrie à Trinity College (Dublin). Il est le premier professeur de psychiatrie de l'enfant et de l'adolescent en Irlande spécialisé dans les troubles du spectre de l'autisme (TSA) (1996-2010). Il a rédigé un grand nombre de publications relues par des pairs et a écrit, co-écrit et co-édité 32 livres, dont certains suscitent des controverses.

## Carrière
Il a fait ses études de médecine au Trinity College de Dublin (1964-1970). Fitzgerald a diagnostiqué plus de 3 000 personnes avec TSA. Ses principales contributions à la recherche concernent le domaine de l'épidémiologie de l'enfant et la psychiatrie de l'adolescent en Irlande. Il a donné de nombreuses conférences à travers le monde, notamment à Londres, à la Royal Society, la British Academy, et la British Library et à New York, Buenos Aires, à Tbilissi, à Melbourne et dans plusieurs pays européens ainsi qu'en Chine, Malaisie, Corée, et Hawaii.[réf. nécessaire]
Il se forme à la psychanalyse à la Société britannique de psychanalyse (1976-1981).

### Point de vue sur l'autisme
En 2004, il publie Autism and Creativity: Is There a Link Between Autism in Men and Exceptional Ability?, qui identifie Lewis Carroll, Éamon de Valera, Sir Keith Joseph, Ramanujan, Ludwig Wittgenstein et W. B. Yeats pour avoir été peut-être autistes.
En 2005, dans The Genesis of Artistic Creativity: Asperger's Syndrome and the Arts , il identifie d'autres suivantes figures historiques comme ayant probablement été autistes :
- Écrivains – Hans Christian Andersen, Lewis Carroll, Bruce Chatwin, Arthur Conan Doyle, Herman Melville, George Orwell, Jonathan Swift et William Butler Yeats.
- Philosophes – A. J. Ayer, Baruch de Spinoza, Emmanuel Kant, Simone Weil, et  Ludwig Wittgenstein
- Musiciens – Béla Bartók, Ludwig van Beethoven, Glenn Gould, Wolfgang Amadeus Mozart et Erik Satie.
- Artistes – Vincent van Gogh, L. S. Lowry, Jack B. Yeats et Andy Warhol.
- Mathématiciens - Srinivasa Ramanujan.

En 2006, dans Unstoppable Brilliance: Irish Geniuses and Asperger's Syndrome , il parle de Daisy Bates, Samuel Beckett, Robert Boyle, Éamon de Valera, Robert Emmet, William Rowan Hamilton, James Joyce, Padraig Pearse et W. B. Yeats.
Ses diagnostics rétrospectifs sont souvent controversés. Oliver Sacks et Fred R. Volkmar ont exprimé des réserves. Les œuvres de Fitzgerald ont été critiquées par Sabina Dosani comme étant de la « pseudoscience », et par Mark Osteen comme « franchement absurdes », en référence à la théorie de Fitzgerald d'un diagnostic de TSA chez William Butler Yeats et Adolf Hitler.

## Sélection de publications
- Autism and Creativity: Is there a link between autism in men and exceptional ability?, 2004, New York: Brunner Routledge,  (ISBN 978-1583912133)
- Attention Deficit Hyperactivity Disorder, Creativity, Novelty Seeking and Risk, New York: Nova Science Publishers Inc., 2009  (ISBN 978-1604568554)
- Young, Violent & Dangerous to Know, New York: Nova Science Publishers Inc., 2010  (ISBN 978-1608769520)
- The Link between Asperger Syndrome and Scientific, Artistic, and Political Creativity: Eleven Case Studies, New York: Edwin Mellen Press,  (ISBN 978-0-7734-0907-1)
- Walker, Antoinette; Fitzgerald, Michael (2014), Unstoppable Brilliance, Dublin: Liberties Press,  (ISBN 978-1905483280)
- The Mind of the Artist: Attention Deficit Hyperactivity Disorder, Autism, Asperger Syndrome & Depression, 2015, New York: Nova Science Publishers Inc.,  (ISBN 978-1-63463-573-8)